# Катеринчук Михайло В'ячеславович
Миха́йло В'ячесла́вович Катеринчу́к — солдат Збройних сил України, учасник російсько-української війни.

## Нагороди
За особисту мужність і героїзм, виявлені у захисті державного суверенітету та територіальної цілісності України, вірність військовій присязі під час російсько-української війни, відзначений — нагороджений
- 27 червня 2015 року — орденом «За мужність» III ступеня,
- медаль «Захиснику Вітчизни»